# Gustav Müller (Verwaltungsjurist)
Gustav Müller (* 27. April 1886; † nach 1944) war ein deutscher Verwaltungsjurist und Landrat.

## Leben
Nach dem Studium der Rechtswissenschaften erhielt Gustav Müller zunächst eine Anstellung als Regierungsakzessist, bevor er am 1. Dezember 1919 die Stelle des Assessors im Bezirksamt Kusel antrat. 1929 wurden ihm Titel und Rang eines Regierungsrats verliehen. Am 1. Juni 1934 wurde er als Bezirksamtsvorstand (ab 1939 Landrat) Leiter des Bezirksamtes Rockenhausen (ab 1939 Landkreis Rockenhausen). Dieses Amt hatte er bis 1945 inne, als sämtliche bayerischen Landräte ihrer Ämter enthoben wurden.